# Leonardo da Vinci (film 1952)
Leonardo da Vinci è un film del 1952 diretto da Luciano Emmer ed Enrico Gras.
In forma di documentario viene illustrata la vita del grande ingegno del Rinascimento italiano Leonardo da Vinci.